# Liste des centres commerciaux du Québec
Cet article présente une liste des centres commerciaux de la province de Québec au Canada. Les centres commerciaux sont présentés par région.

## Montréal et Laval
- Carrefour Angrignon
- Carrefour de la Pointe
- Carrefour Langelier
- Carrefour Laval
- Centre Brossard
- Centre d'achat St-Jerome
- Centre Duvernay
- Centre Eaton de Montréal
- Centre Kirkland
- Centre Laval
- Centre Rockland
- Centre Saint-Martin
- Centre commercial Beaconsfield
- Centre commercial Côte-St-Luc
- Centre commercial Domaine
- Centre commercial Forest
- Centre commercial le Boulevard
- Centre commercial Maisonneuve
- Centre commercial Van Horne
- Centre commercial Wilderton
- Centropolis
- Les Cours Mont-Royal
- Complexe Alexis Nihon
- Complexe Desjardins
- Complexe les Ailes
- Fairview Pointe-Claire
- Faubourg des Prairies
- Faubourg Sainte-Catherine
- Galeries du Moulin
- Galeries Laval
- Galeries Norgate
- Les Galeries d'Anjou
- Les Galeries des Sources
- Les Galeries Lachine
- Les Galeries Normandie
- Les Galeries Saint-Laurent
- Galeries Taschereau
- Les Halles d'Anjou
- Les Jardins Dorval
- le quartier laval
- Centre Commercial Marché Central
- Mail Cavendish
- Méga-Centre Côte-Vertu
- Méga-Centre Sainte-Dorothée
- Ogilvy's
- Place Bonaventure
- Place Bourassa
- Place Dupuis
- Place Fleury
- Place Lasalle
- Place Montréal Trust
- Place Newman
- Place Pointe-aux-Trembles
- Place Rosemère
- Place Vertu
- Place Ville-Marie
- Place Versailles
- Plaza Côte-des-Neiges
- Plaza Pointe-Claire
- Plaza Saint-Hubert
- Promenade Ontario
- Promenades de la Cathédrale
- Promenades Saint-François
- Quartier Cavendish
- Square Décarie
- Village Champlain
- Village Montpelier
- Westmount Square

### Côte-Nord, Bas-Saint-Laurent et Gaspésie
- Carrefour Assomption
- Carrefour Baie-des-Chaleurs (New Richmond)
- Carrefour Gaspé
- Carrefour Rimouski
- Centre commercial Laflèche
- Centre commercial Rivière-du-Loup
- Centre Manicouagan
- Galeries Baie-Comeau
- Galeries Mont-Joli
- Galeries Témis
- Galeries Trois-Pistoles
- les Galeries du Vieux-Port
- Le Havre du commerce
- Les Galeries Montagnaises
- Plaza Arthur-Buies
- Place centre-ville
- Place du Havre (Chandler)
- Place de ville
- Place Jacques-Cartier (Gaspé)
- Promenade du Saint-Laurent

### Laurentides et Lanaudière
- Carrefour du Nord
- Carrefour Saint-Eustache
- Centre d'achats Beauward
- Galeries Joliette
- Galeries Terrebonne
- Les Factories St-Sauveur
- Les Factories Tremblant
- Les Galeries Mille-Îles
- Les Galeries Rive-Nord
- Les Jardins Rosemère
- Les Promenades Deux-Montagnes
- Les Promenades Tremblant
- Place Rosemère
- Plaza Sainte-Thérèse
- Place Saint-Eustache

### Capitale-Nationale, Chaudière-Appalaches et Charlevoix
- Carrefour Charlesbourg
- Carrefour Frontenac
- Carrefour Neufchâtel
- Carrefour Les Saules
- Carrefour Saint-Georges
- Centre commercial Black Lake
- Centre commercial Ile-d'Orléans
- Centre commercial Neilson
- Centre commercial Fleur de Lys
- Galeries Appalaches
- Galeries Charlesbourg
- Galeries Chagnon
- Galeries du Vieu-Port
- Halles du Petit Quartier
- Laurier Québec
- Le Centre de Sainte-Anne-de-Beaupré
- Les Galeries de la Capitale
- Les Galeries de la Chaudière
- Les Galeries Montmagny
- Les Halles de Sainte-Foy
- Les Promenades du Sud
- Mail Cap-Rouge
- Nuvo Quartier (anciennement et avec modifications Galeries de la Canardière)
- Place Centre-Ville
- Place Côte Joyeuse
- Place de la Cité
- Place des Quatre-Bourgeois
- Place Donnacona
- Place Lévis
- Place L'Ormière
- Place Mont-Marie
- Place l'Ormière
- Place Sainte-Foy
- Place Saint-Louis-de-France
- Place Saint-Nicolas
- Plaza Laval
- Promenades Beauport

### Cantons-de-l'Est et Centre-du-Québec
- Carrefour de l'Estrie
- Carrefour Charpentier
- Carrefour Lac-Mégantic
- Domaine du Parc (Cowansville)
- Galeries de Granby
- Galeries Orford (Magog)
- La Grande Place des Bois-Francs
- Le Centre de Victoriaville
- Le Centre Nicolet
- Le Centre Sherbrooke
- Les Galeries de l'Érable
- Les Galeries Orford
- Les Galeries Quatre-Saisons
- Les Promenades King
- Les Sommets Bromont
- LE Centre Sherbrooke
- Promenades Drummondville
- Tanger Outlets Bromont

### Montérégie
- Boutiques Marcado
- Carrefour Laplante
- Carrefour de la Rive-Sud
- Carrefour Richelieu
- Carrefour Saint-Hubert
- Complexe Cousineau (laissé à l’abandon)
- Centre d'achats Hudson
- Place Jacques-Cartier
- Centre Le Cavalier
- Centre régional Châteauguay
- Centre Taschereau
- Centre Valleyfield
- Faubourg de l'île
- Galeries St-Hyacinthe
- Khanata Plaza
- Les Promenades de Sorel
- Mail Carnaval
- Mail Champlain
- Mail Montenach
- Méga Centre Vaudreuil
- Place Désormeaux
- Place Portobello
- Promenades Saint-Bruno
- Promenades Montarville
- Place Sorel
- Quartier Dix30
- Vaudreuil Shopping Centre

### Outaouaiset Abitibi-Témiscamingue
- Carrefour du Nord-ouest
- Carrefour La Sarre
- Galeries Val-d'Or
- Les Galeries Aylmer
- Les Galeries De Buckingham
- Les Galeries de Hull
- Les Galeries de Maniwaki
- Les Promenades du Cuivre
- Les Promenades Gatineau
- Le Village Place Cartier
- Place Centre-Ville D'Amos
- Place Rouanda
- Plaza Glenwood
- Plaza La Sarre
- Promenades de l'Outaouais

### Saguenayet Mauricie
- Carrefour Jeannois
- Carrefour Racine
- Carrefour Saint-Félicien
- Carrefour Trois-Rivières-Ouest
- Centre commercial Les Rivières
- Centre commercial Louiseville
- Faubourg Sagamie
- Galeries de La Baie
- Galeries Lac-Saint-Jean
- Galeries des Érables
- La Plaza de la Mauricie
- La Plaza 1, 2 et 3 d'Alma
- La Plaza Roberval
- LE Centre Alma
- LE Centre Jonquière
- Les Galeries du Cap
- Place de la Colline
- Place Centre-Ville Jonquière
- Place du Royaume
- Place Du Saguenay
- Promenade du Boulevard
- Promenades Centre-commercial

### Nord-du-Québec
- Place le Chaînon
- Promenades de la Jamésie